# 岡村文子
岡村 文子（おかむら ふみこ、1898年10月24日 - 1976年8月15日）は長野県出身の女優。

## 経歴・人物
長野市立鍋屋田尋常高等小学校（現在の長野市立鍋屋田小学校）、長野県立長野高等女学校（現在の長野県長野西高等学校）卒業後上京。芸術愛好家の伯爵家に行儀見習いに行ったのが縁で女優の道を歩み始めた。
1917年に浅草オペラに入り、『天国と地獄』で初舞台を踏む。その後原信子歌劇団から新星歌舞劇団を経て、1921年松竹蒲田撮影所に入社し、『悪魔の崖』で映画デビューした。再び浅草オペラに戻り、1924年に東亜キネマ甲陽撮影所に入る。
1925年、松竹蒲田撮影所に戻り、『若き女の死』で助演したほか、『裸騒動記』などの喜劇映画で活躍した。1927年に準幹部に昇進する。以後小津安二郎監督の『女房紛失』などの蒲田ナンセンス喜劇作品には欠かせない女優となった。1930年に退社するが、1936年に松竹大船撮影所に復帰。1939年に幹部に昇格、飯田蝶子、吉川満子と並ぶ名脇役として活躍した。特に『愛染かつら』では田中絹代演じる主人公・高石かつ枝をイビる看護婦長を好演、同役は『新愛染かつら』『愛染かつら』（1954年版）でも演じており、彼女の当たり役となった。1944年9月に「松竹大船連」として、京都座の時局笑篇『プロペラ一家』に大山健二と共に舞台実演している。

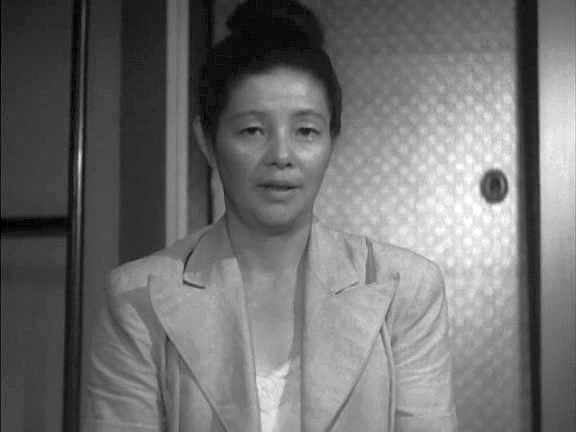
「風の中の牝雞」（1948年）

戦後も松竹映画で存在感を示した。1951年から大映と優先契約を結び、大映、東宝、新東宝などの映画に出演。1958年フリーになり、1963年の時点では第一教団に所属。老け役で親しまれた。1973年に引退した。
松竹大船撮影所時代では、後輩俳優から先生と呼ばれる存在だった。
鎌倉に居住しており、長谷に住んでいたという。
1976年死去。享年77。

## 出演作品

### 映画

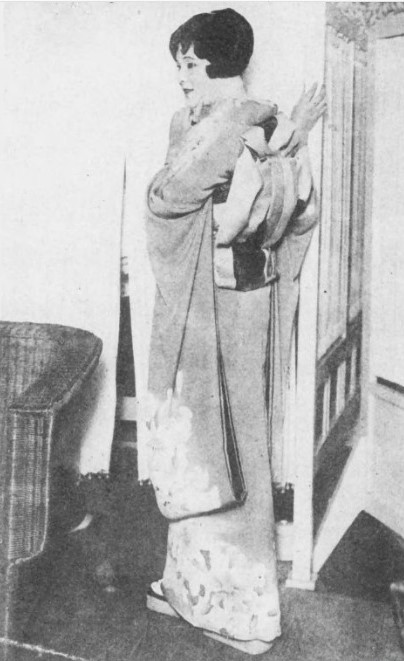
1928年

- お坊ちゃん（1926年、松竹） - ライオンお百
- 人間愛（1926年、松竹）
- 女房礼讃（1926年、松竹）
- 裸騒動記（1926年、松竹）
- 裸女（1926年、松竹）
- 寄宿舎の南京虫（1927年、松竹）
- 九官鳥（1927年、松竹） - ダンスの師ミカド友子
- 新婚者教育（1927年、松竹） - 友達敏子
- 恋を拾った男（1927年、松竹） - 弥生
- 哀愁の湖（1927年、松竹）
- 浮気征伐（1928年、松竹）
- 射的屋の娘（1928年、松竹）
- 海に叫ぶ女（1928年、松竹） - カフェーの女給
- 女の一生（1928年、松竹） - 武夫の情婦あい子
- 混線七人組（1928年、松竹）
- 妻君廃業（1928年、松竹）
- ボーナス（1928年、松竹）
- 拾った花嫁（1928年、松竹） - 拾った花嫁お国
- 女房紛失（1928年、松竹） - 由美子
- 森の鍛冶屋（1929年、松竹） - 島田かほる

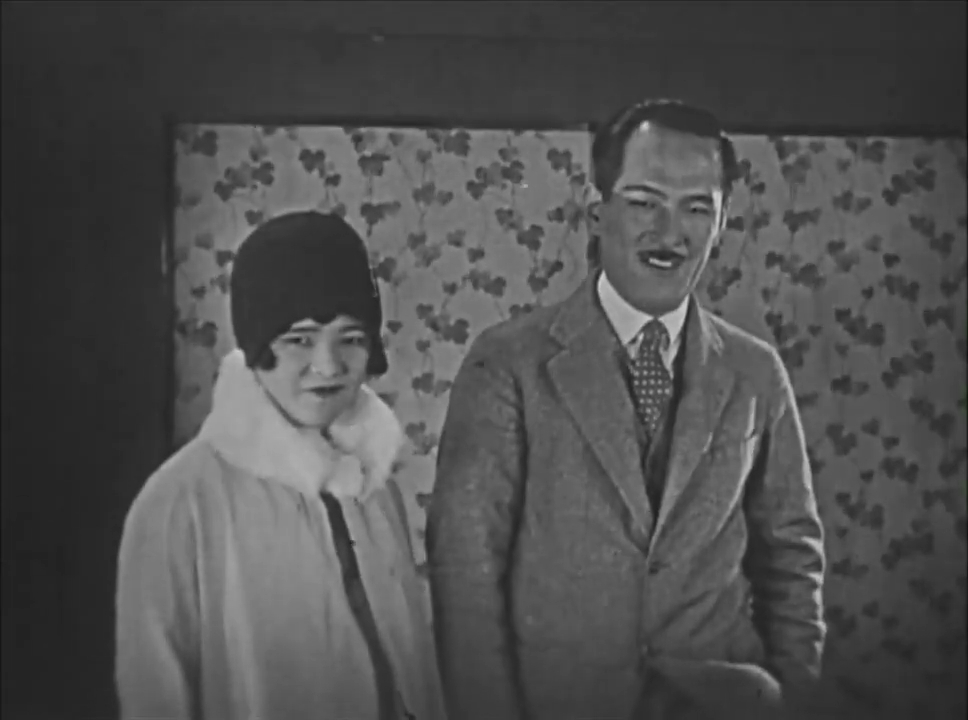
岡村（左）と河原侃二「森の鍛冶屋」（1929）

- 大都会 労働篇（1929年、松竹） - 娘登代子
- 山の凱歌（1929年、松竹） - モダンガール
- 情熱の一夜（1929年、松竹） - 酒場の女麻邪子
- 親父とその子（1929年、松竹） - 村の女
- 麗人（1930年、松竹） - 林虎子
- 微笑む人生（1930年、松竹）
- モダン奥様（1930年、松竹）
- 男性対女性（1936年、松竹） - 婦人教風会幹事
- 人妻椿（1936年、松竹） - 女将
- 新道 前篇朱実の巻、新道 後篇良太の巻（1936年、松竹） - 工藤未亡人
- 花嫁かるた（1937年、松竹） - 秋子
- 花籠の歌（1937年、松竹） - 伯母お菊
- 朱と緑（1937年、松竹） - 雪枝の母民子
- 金色夜叉（1937年、松竹） - 箕輪夫人
- 恋も忘れて（1937年、松竹） - マダム
- 婚約三羽烏（1937年、松竹） - 健の母
- 風の中の子供（1937年、松竹） - おばさん
- 浅草の灯（1937年、松竹） - 呉子
- 愛染かつら（1938年、松竹） - 佐藤看護婦長
- 新家庭暦（1938年、松竹） - 母
- 子供の四季（1939年、松竹） - 祖母
- 南風（1939年、松竹） - 三輪夫人
- 新しき家族（1939年、松竹） - かね
- 暖流（1939年、松竹） - 日疋の母よね
- 信子（1940年、松竹） - 関口校長
- 舞台姿（1940年、松竹） - 旅館の女将
- みかへりの塔（1941年、松竹） - 河辺保母
- 戸田家の兄妹（1941年、松竹） - 鰻屋の女将
- 十日間の人生（1941年、松竹） - 港屋の女将
- まごころの歌（1941年、松竹） - 千枝子の母
- 櫻の國（1941年、松竹） - 操
- 生きてゐる孫六（1943年、松竹） - 妻お市
- 歓呼の町（1944年、松竹） - たか子の母
- 安城家の舞踏会（1947年、松竹） - 春小路正子
- 風の中の牝雞（1948年、松竹） - 女将
- 女の顔（1949年、東映） - 坂本信子
- 青い山脈後編（1949年、東宝） - 宝屋のお内儀
- 情熱のルムバ（1950年、松竹） - 叔母弘子
- 醜聞（1950年、松竹） - 美也子の母
- 自由学校（1951年、大映） - 堀芳蘭
- 三等重役（1952年、東宝） - 藤山京子
- 東京の恋人（1952年、東宝）- ハルミの母
- にっぽん製（1953年、大映） - 笠田夫人
- 放浪記（1954年、東映） - お兼婆さん
- 愛染かつら（1954年、大映）- 佐藤婦長
- 或る女（1954年、大映） - 水商売風の女
- ジャンケン娘（1955年、東宝） - 亀沢先生
- 婚約三羽烏（1956年、東宝） - 太った婦人客
- 永すぎた春（1957年、大映） - 山崎夫人
- サザエさんの青春（1957年、東宝） - 婦人客
- 朝の口笛（1957年、大映） - お汁粉屋のおばさん
- 夜の蝶（1957年、大映） - 果物屋のおかみ
- 穴（1957年、大映） - 極楽荘の太った女
- 花嫁三重奏（1958年、東宝） - 洋裁学院長
- 白い崖（1960年、東映） - まつ川の女将
- 続・社長道中記（1961年、東宝） - 近藤宇奈子
- 女ばかりの夜（1961年、東宝） - 岡田
- はだかっ子（1961年、東映） - 産婆のおばさん
- B・G物語 二十才の設計（1961年、東宝） - 大道老夫人
- 愛染かつら（1962年、松竹）- 佐藤婦長
- 喜劇 駅前飯店（1962年、東宝） - お花
- 暗黒街最後の日（1962年、東映）
- 続愛染かつら（1962年、松竹）- 佐藤婦長
- われ一粒の麦なれど（1964年、東宝） - 母のぶ
- 君たちがいて僕がいた（1964年、東映） - 久保勝乃
- 東京五輪音頭（1964年、日活） - 青木キヨ
- 警視庁物語 行方不明（1964年、東映） - 松井の母・くめ
- ザ・タイガース 華やかなる招待（1968年、東宝） - 女教師
- 恐怖女子高校 アニマル同級生（1973年、東映） - 東田百代

### テレビドラマ
- 新・三等重役（1959年 - 1960年、NET）
- 記念樹 第11話「六月のお母さん」（1966年、TBS） - 河村なつ
- 裁きの家（1970年、KTV） - 吉井幸子
- 鬼平犯科帳 第1シリーズ 第50話「かまいたち」（1970年、NET / 東宝） - おきん
- 好き! すき!! 魔女先生（1971年 - 1972年、ABC） - 竹取きよ
- 変身忍者 嵐 第29話（1972年、NET） - 乳母
- 夕陽カ丘三号館 第17話（1972年、TBS）- 祖母
- キカイダー01 第12話（1973年、NET） - 老婆（リエコ）
- どっこい大作 第50話（1973年、NET） - 園長